# São Romão do Coronado
São Romão do Coronado ist ein Ort und eine ehemalige Gemeinde (Freguesia) im Norden Portugals.
São Romão do Coronado gehört zum Kreis Trofa im Distrikt Porto. Die Gemeinde hatte eine Fläche von 3,5 km² und 4785 Einwohner (Stand 30. Juni 2011). Die Gemeinde bildet zusammen mit der Gemeinde São Mamede de Coronado die Kleinstadt Vila do Coronado.
Am 29. September 2013 wurden die Gemeinden Coronado (São Romão) und Coronado (São Mamede) zur neuen Gemeinde União das Freguesias de Coronado (São Romão e São Mamede) zusammengeschlossen. Coronado (São Romão) ist Sitz dieser neu gebildeten Gemeinde.